# パット・マッコイ
パトリック・ジェームズ・マッコイ（Patrick James McCoy, 1988年8月3日 - ）は、アメリカ合衆国・アリゾナ州ピマ郡ツーソン出身のプロ野球選手（投手）。左投左打。MLB・ボルチモア・オリオールズ傘下所属。

## 経歴

### プロ入りとナショナルズ傘下時代
2007年のMLBドラフトでワシントン・ナショナルズから10巡目（全体310位）指名され、6月10日に契約。この年は傘下のルーキー級ガルフ・コーストリーグ・ナショナルズで10試合に登板し、1勝2敗・防御率3.81だった。
2008年はA-級バーモント・レイクモンスターズで13試合に登板し、1勝6敗・防御率5.98だった。
2009年はA級ヘイガーズタウン・サンズとA+級ポトマック・ナショナルズでプレー。A+級ポトマックでは15試合に登板し、0勝2敗・防御率5.14だった。
2010年はA+級ポトマックで30試合に登板し、2勝1敗6セーブ・防御率2.93だった。
2011年はAA級ハリスバーグ・セネターズで49試合に登板し、1勝2敗4セーブ・防御率4.78だった。
2012年はAA級ハリスバーグで50試合に登板し、7勝3敗2セーブ・防御率3.70だった。
2013年はAA級ハリスバーグとAAA級シラキュース・チーフスでプレー。AAA級シラキュースでは7試合に登板し、0勝0敗・防御率9.95だった。オフの11月5日にFAとなった。

### タイガース時代
2013年11月21日にデトロイト・タイガースとマイナー契約を結んだ。
2014年は傘下のAA級エリー・シーウルブズで開幕を迎え、5月にAAA級トレド・マッドヘンズへ昇格。6月22日にタイガースとメジャー契約を結び、同日のクリーブランド・インディアンス戦でメジャーデビュー。9点リードの8回裏から登板し、1安打無失点1奪三振に抑えた。5試合に登板していたが、7月6日に右ハムストリングスの故障で15日間の故障者リスト入りした。その後、8月1日に復帰した。この年はタイガースでは14試合に登板し、0勝0敗・防御率3.86だった。

### オリオールズ傘下時代
2014年10月31日にウェーバーでボルチモア・オリオールズへ移籍した。12月9日に40人枠を外れる形で傘下のAAA級ノーフォーク・タイズに配属された。

## 詳細情報

### 背番号
- 63 (2014年)